# Koshi Inaba LIVE 2016 〜enIII〜
『Koshi Inaba LIVE 2016 〜enIII〜』（コウシ・イナバ・ライブ・トゥエンティ・シックスティーン・エン・スリー）は、日本の音楽ユニット・B'zのボーカリスト・稲葉浩志の4作目の映像作品。2016年8月3日にVERMILLION RECORDSから発売された。

## 概要
5枚目のソロ・シングル「羽」発売後、『Koshi Inaba LIVE 2014 〜en-ball〜』以来、アリーナツアーとしては『Koshi Inaba LIVE 2010 〜enII〜』から約5年ぶりとなるライブツアー『Koshi Inaba LIVE 2016 〜enIII〜』から、日本武道館公演を完全収録した映像作品。
また、ボーナス・トラックとして日替わりで演奏された6曲を収録。 
初回生産分にはライブ・バックステージなど未公開写真を収めたフォトブックレットが付属しており、三方背ブックケース仕様となっている。
付属のブックレットには、「Saturday」の歌詞が掲載されており、関連作品で掲載されているのは本作だけである。

## メンバー
- 稲葉浩志：ボーカル、ギター、ブルースハープ
- 大島こうすけ：キーボード
- コリー・マコーミック：ベース
- Duran：ギター
- SATOKO：ドラム
- JUON：ギター

## 収録映像曲

### ツアーファイナル 日本武道館公演
1. Saturday
  - 2年前に開催された『Koshi Inaba LIVE 2014 〜en-ball〜』のエンディングSEであり、ライブ初演奏。
2. oh my love
3. Okay
4. photograph
  - ライブ初演奏。
5. くちびる
  - 『Inaba Koshi LIVE 2004 〜en〜』以来12年ぶりの演奏。
6. GO
  - ライブ初演奏。「水平線」と日替わりで演奏されていたが、武道館公演のみ両曲演奏された。
7. 水平線
8. I AM YOUR BABY
  - 『Inaba Koshi LIVE 2004 〜en〜』以来12年ぶりの演奏。
9. 念書
10. 今宵キミト
  - 1番サビよりステージ左右の花道に観客が登場する。
11. ハズムセカイ
  - 前曲に引き続き花道に観客が登場する。
12. Sẽno de Revolution
  - 『Inaba Koshi LIVE 2004 〜en〜』以来12年ぶりの演奏。
13. BLEED
  - 演奏の前に稲葉による朗読が流れてイントロに繋がる。
14. 水路
15. Symphony #9
16. Receive You [Reborn]
  - JUONのギターソロからイントロに繋がる。
17. SAIHATE HOTEL
  - ライブ初演奏。間奏でコール&レスポンスが行われる。
18. 正面衝突
  - コリーのベースソロからイントロに繋がる。
19. Here I am!!
20. 羽
  - 本編ラストナンバー。
21. 風船
  - ここからアンコール。『B'z LIVE-GYM Pleasure'97 -FIREBALL-』以来19年ぶりの演奏であり、自身のソロライブでは初演奏である。
22. 遠くまで
23. 愛なき道
  - 『Inaba Koshi LIVE 2004 〜en〜』以来、アンコールラストナンバーとして演奏された。

エンドロールでは本ツアーのエンディングSEとして流された未発表曲（タイトル不明）が使用されている。

### ボーナス映像
1. 赤い糸
  - 山梨公演のみ演奏された。
2. Touch
  - 仙台公演のみ「赤い糸」に替わって演奏され、以降の公演は「水平線」と「GO」が日替わりで演奏された。
3. LOVE LETTER
  - 仙台公演のみ「I AM YOUR BABY」に替わって演奏された。
4. 不死鳥
  - ライブ初演奏。「photograph」と日替わりで演奏された。
5. Stay Free
  - 山梨・仙台公演のみアンコールラストナンバーとして演奏された。
6. CHAIN
  - 「愛なき道」と日替わりでアンコールラストナンバーとして演奏された。